# Li Galli
Li Galli (italienisch ‚die Hähne‘, auch Sirenusen) ist der Name einer Inselgruppe im Tyrrhenischen Meer vor der Amalfiküste. Sie besteht aus drei kleinen Inseln und gehört zum Gebiet der italienischen Gemeinde Positano.

## Geographie
Die Inseln liegen im Golf von Salerno, südlich der Halbinsel von Sorrent. Es handelt sich im Einzelnen um die Inseln:
- Gallo Lungo (‚langer Hahn‘, 40° 34′ 57″ N, 14° 26′ 9″ O)
- La Rotonda (‚die Runde‘, 40° 34′ 47″ N, 14° 25′ 55″ O)
- Dei Briganti a nord della Rotonda (‚Insel der Briganten nördlich der Runden‘, auch Castelluccio oder La Castelluccia, 40° 34′ 51″ N, 14° 25′ 55″ O)

## Geschichte
Der griechische Geograph Strabon (63–19 v. Chr.), der die drei Inseln als erster beschrieb, identifizierte sie mit den Inseln der mythischen, häufig in Dreizahl beschriebenen Sirenen und gab ihnen den Namen Sirenusen (altgriechisch Σειρηνοῦσσαι Seirēnoussai). Wie die mythischen Sirenen waren die realen Felseninseln eine ernsthafte Bedrohung für die küstennahe Seefahrt der Antike. Auch der moderne Name soll sich auf die Ikonografie der Sirenen beziehen, die als halb Mensch-, halb Vogelwesen dargestellt wurden.  1225 gab der Stauferkaiser Friedrich II. die Inseln in den Besitz des Klosters von Positano. Hierbei fanden sie Erwähnung als tres Sirenas quae dicitur Gallus ‚drei Sirenen, die Hahn genannt werden‘.
Die größte der Inseln, Gallo Lungo ist als einzige seit antiker Zeit besiedelt, sie ist rund 400 Meter lang und bis zu 200 Meter breit. 1924 erwarb der russische Choreograf und Tänzer Léonide Massine die Inselgruppe und ließ auf Gallo lungo eine große Villa errichten, die dreizehn Jahre später durch Le Corbusier umgebaut wurde. 1989 kaufte sie Rudolf Nurejew; nach dessen Tod 1993 erwarb ein italienischer Touristikunternehmer die Inseln und bietet sie seither zur Vermietung an.

## Sonstiges
Die Inselgruppe ist Bestandteil des Naturschutzgebiets Punta Campanella.